# Брансвілл (Айова)
Брансвілл (англ. Brunsville) — місто (англ. city) в США, в окрузі Плімут штату Айова. Населення — 129 осіб (2020).

## Географія
Брансвілл розташований за координатами 42°48′39″ пн. ш. 96°16′0″ зх. д. / 42.81083° пн. ш. 96.26667° зх. д. (42.810961, -96.266703).  За даними Бюро перепису населення США в 2010 році місто мало площу 0,61 км², уся площа — суходіл.

## Демографія
Згідно з переписом 2010 року, у місті мешкала 151 особа в 65 домогосподарствах у складі 43 родин. Густота населення становила 247 осіб/км².  Було 66 помешкань (108/км²).
Расовий склад населення:
| - 100,0 % — білих |

До двох чи більше рас належало 0,0 %. Частка іспаномовних становила 0,7 % від усіх жителів.
За віковим діапазоном населення розподілялося таким чином: 21,2 % — особи молодші 18 років, 62,9 % — особи у віці 18—64 років, 15,9 % — особи у віці 65 років та старші. Медіана віку мешканця становила 44,3 року. На 100 осіб жіночої статі у місті припадало 101,3 чоловіків;  на 100 жінок у віці від 18 років та старших — 116,4 чоловіків також старших 18 років.
Середній дохід на одне домашнє господарство  становив 72 427 доларів США (медіана — 56 250), а середній дохід на одну сім'ю — 93 668 доларів (медіана — 86 250). За межею бідності перебувало 5,4 % осіб, у тому числі 25,0 % дітей у віці до 18 років та 0,0 % осіб у віці 65 років та старших.
Цивільне працевлаштоване населення становило 70 осіб. Основні галузі зайнятості: виробництво — 27,1 %, освіта, охорона здоров'я та соціальна допомога — 12,9 %, роздрібна торгівля — 11,4 %.